# Sometimes (City and Colour)
Sometimes è il primo album in studio di City and Colour, progetto folk solista del cantautore canadese Dallas Green (già Alexisonfire), pubblicato nel 2005.

## Tracce
1. ...Off by Heart – 1:51
2. Like Knives – 4:30
3. Hello, I'm in Delaware – 5:45
4. Save Your Scissors – 4:48
5. In the Water I Am Beautiful – 2:47
6. Day Old Hate – 6:44
7. Sam Malone – 4:51
8. Comin' Home – 5:05
9. Casey's Song – 3:27
10. Sometimes (I Wish) – 6:00